# Нуклеотид
Нуклеотид је основна јединица грађе и функције нуклеинских киселина.
Нуклеотид је мономер нуклеинских киселина.
Нуклеотиди једног полинуклеотидног ланца су везани јаким фосфодиестарским везама.

## Структура нуклеотида
У изградњи нуклеотида учествују:
- један пентозни шећер (дезоксирибоза или рибоза)
- једна пуринска база (аденин или гуанин), или пиримидинска база (цитозин, тимин или урацил).
- једна фосфатна група